# Speisepilz

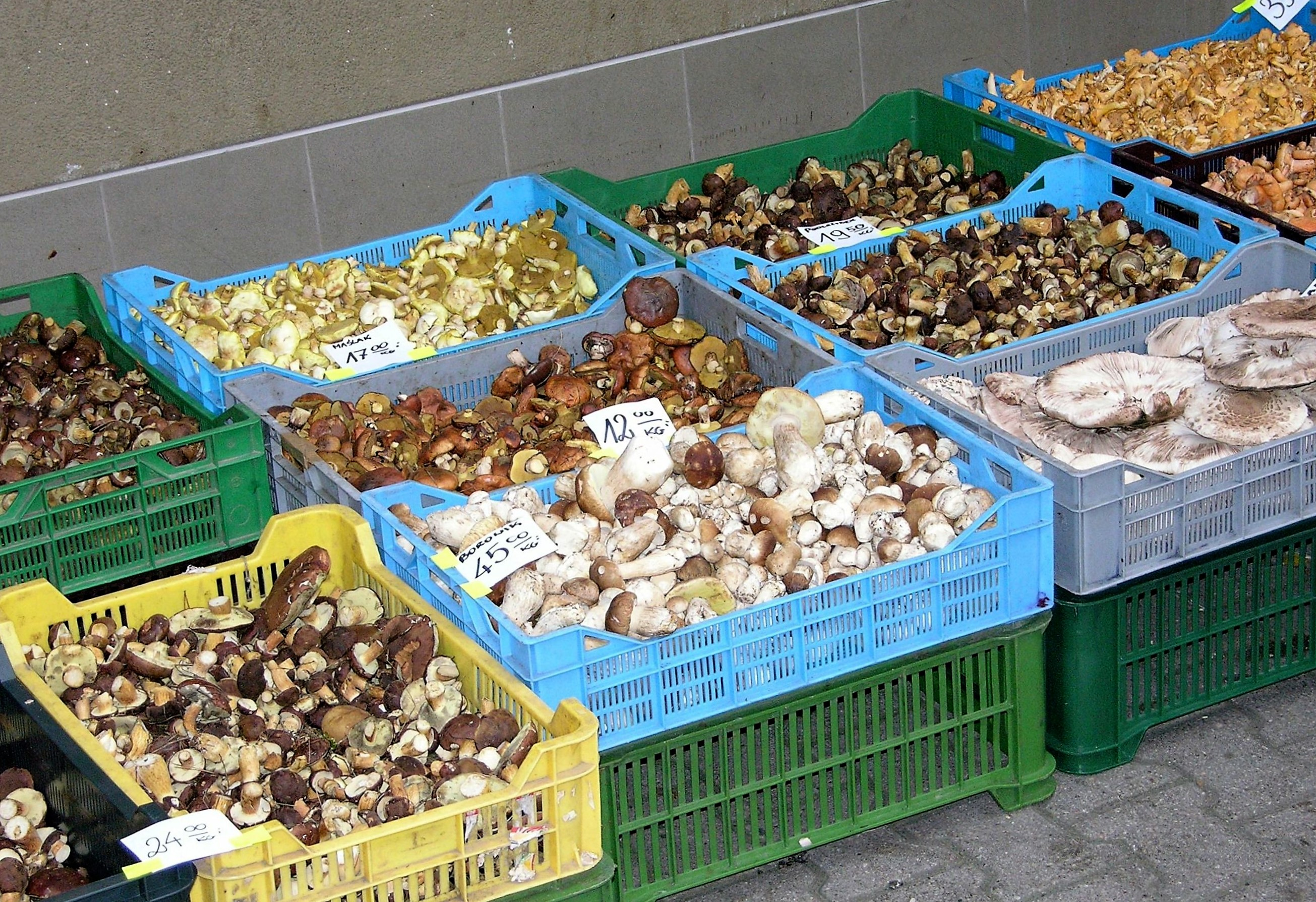
Straßenverkauf von verschiedenen Speisepilzen in Warschau, Polen

Speisepilz ist der küchensprachliche Oberbegriff für Fruchtkörper verschiedener Pilzarten, die genießbar und wohlschmeckend sind. Die meisten Speisepilzarten gehören in der mykologischen Systematik zu den Ständerpilzen, allerdings gibt es auch unter den Schlauchpilzen einige beliebte Speisepilze wie Trüffeln oder Morcheln. Es gibt mehrere hundert Arten von Speisepilzen in Mitteleuropa, von denen aber nur einige Dutzend allgemein bekannt sind und häufiger verzehrt werden.
In Österreich und mundartlich in Bayern werden sie auch Schwammerl, im Erzgebirge Schwamme, in Sachsen Schwämmeln genannt, in der Schweiz verwendet man neben Pilz auch Schwümm.

## Nährwert und Giftigkeit
Speisepilze werden die Pilze genannt, die für Menschen genießbar sind. Sie enthalten kaum Fett oder Kohlenhydrate und haben daher nur einen geringen physiologischen Brennwert. Für die menschliche Ernährung sind sie vor allem wegen ihres Protein-, Vitamin- und Mineralstoffgehalts interessant.
Anders als bei Pflanzen besteht das stützende Zellgerüst der Pilze aus Chitin, was zu ihrer teils schwereren Verdaulichkeit beitragen mag.
Nicht alle Pilze, wohl aber alle Speisepilze sind nach ausreichendem Garen genießbar. Mit wenigen Ausnahmen sind die meisten Arten roh unbekömmlich oder giftig, beispielsweise enthält der Perlpilz hitzelabile Hämolysine. Einige essbare Pilze enthalten Substanzen, die in Kombination mit alkoholischen Getränken zu Beschwerden führen können, z. B. der Falten-Tintling.
Speisepilze sollten frisch verarbeitet werden, da sich die Proteine schnell zersetzen und unbekömmlich oder sogar giftig werden können. Deshalb kann der Verzehr von verdorbenen oder ungenügend erhitzten Speisepilzen zu einer Pilzvergiftung führen. Solche „unechten Pilzvergiftungen“ sind viel häufiger als echte Pilzvergiftungen, die durch Giftpilze verursacht werden. Allerdings wird die Zersetzung der Proteine durch die verbreitete Nutzung von Kühlschränken deutlich verlangsamt. Bei Wildpilzen ist aber zu beachten, dass deren Inhaltsstoffe oft noch nicht ausreichend erforscht sind, und es daher nicht sicher ist, ob bei der Lagerung und beim Aufwärmen ungenießbare Inhaltsstoffe entstehen.

## Kulinarischer Wert
Das geschmackliche Spektrum der Speisepilze reicht von würzig oder scharf bis zu mild aromatisch oder gar fad. Die am meisten geschätzten Arten verleihen einem Gericht, sei es als Hauptbestandteil oder als Zutat, eine charakteristische Note. Je nach Art werden Speisepilze am besten gebraten, geschmort, gekocht oder zuerst getrocknet, um eingeweicht oder gemahlen als Zutat beziehungsweise Gewürz zu dienen.
Manche Speisepilzarten werden bei der Zubereitung schleimig, was durch vorheriges Entfernen von Huthaut und Lamellen, Mischen mit festeren Arten oder durch vorherige Trocknung vermindert werden kann.
Alle Speisepilze lassen sich nach gründlichem Säubern und Blanchieren einfrieren. Die traditionelle Methode zur Konservierung ist das Trocknen, wozu frische, madenfreie Exemplare feinblättrig geschnitten und anschließend für einige Tage auf eine Schnur gezogen oder auf Papier ggf. auf einem Heizkörper ausgebreitet werden. Vollständig ausgetrocknet sind sie dann unter Luftabschluss jahrelang haltbar. Nicht alle Pilzarten sind für das Trocknen zu empfehlen; besonders gut geeignet sind Steinpilze und Maronenröhrlinge, die dadurch ein intensiveres Aroma entwickeln.

## Galerie einiger bekannter Speisepilze

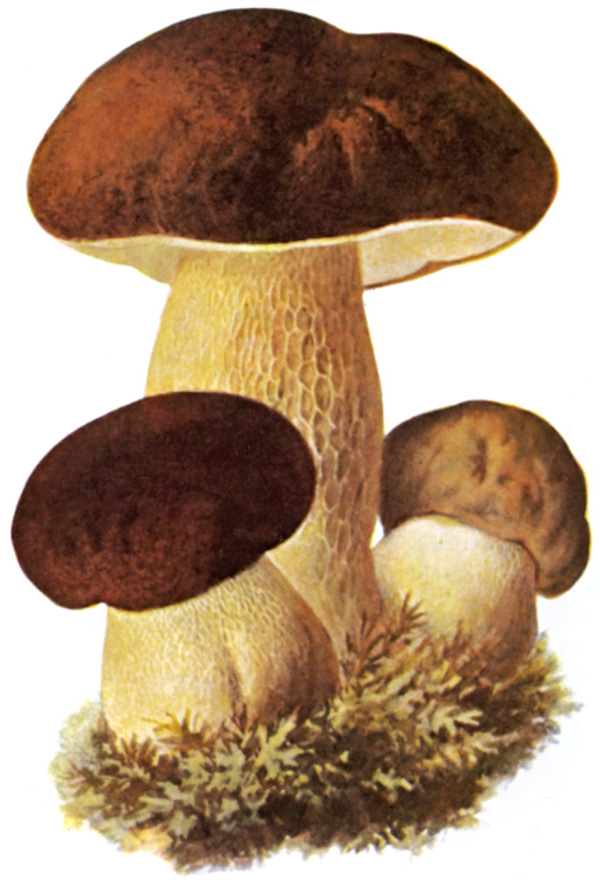
Röhrlinge: Steinpilz
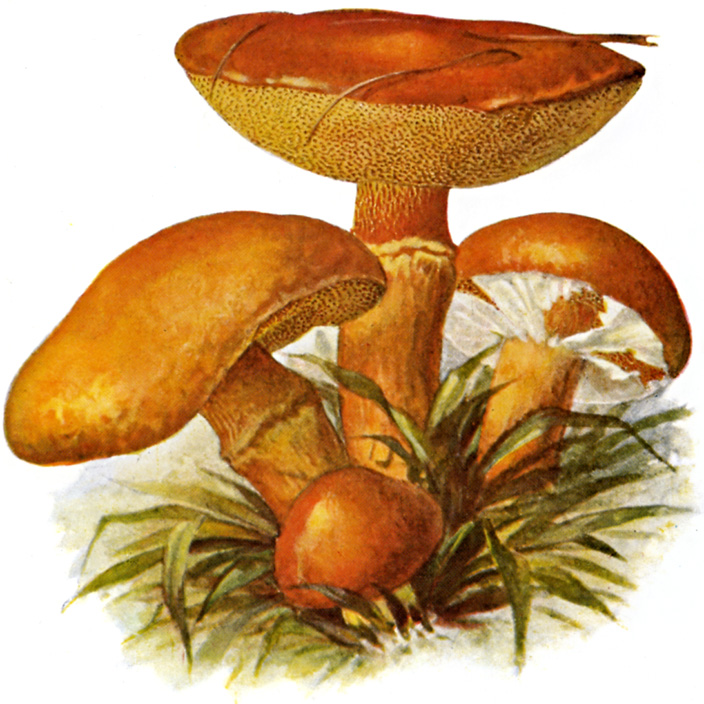
Röhrlinge: Goldröhrling
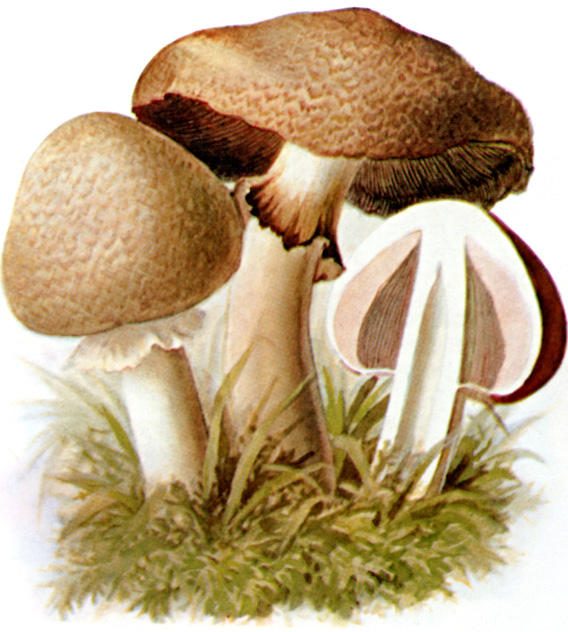
Blätterpilze: Kleiner Waldchampignon
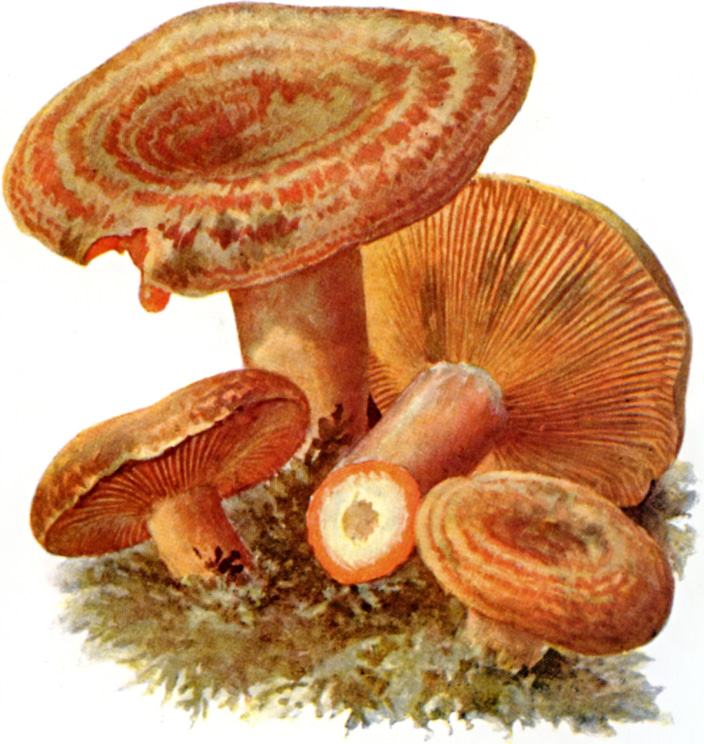
Blätterpilze: Edelreizker
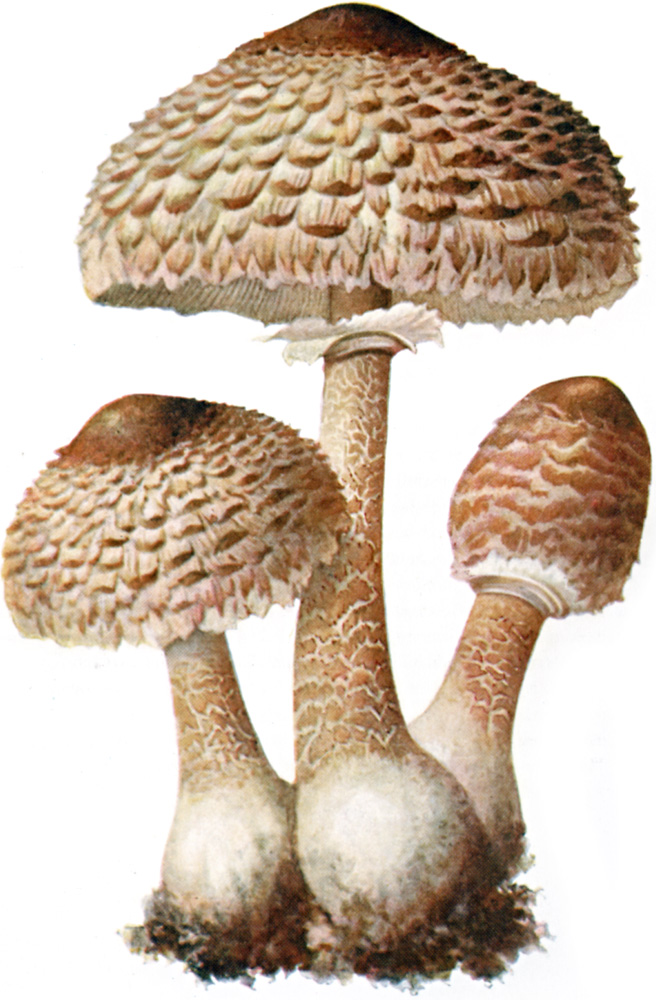
Blätterpilze: Parasol
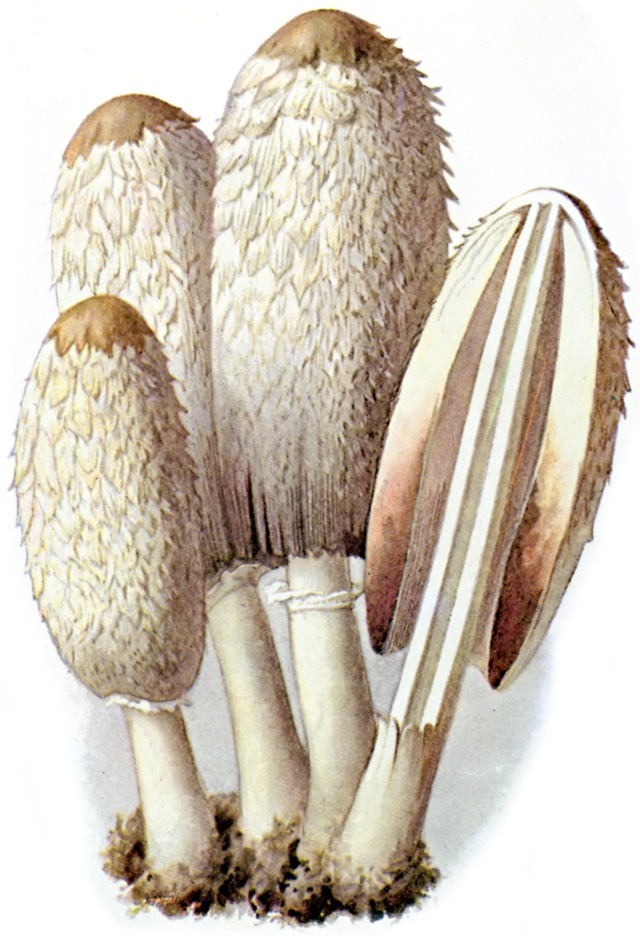
Blätterpilze: Schopftintling
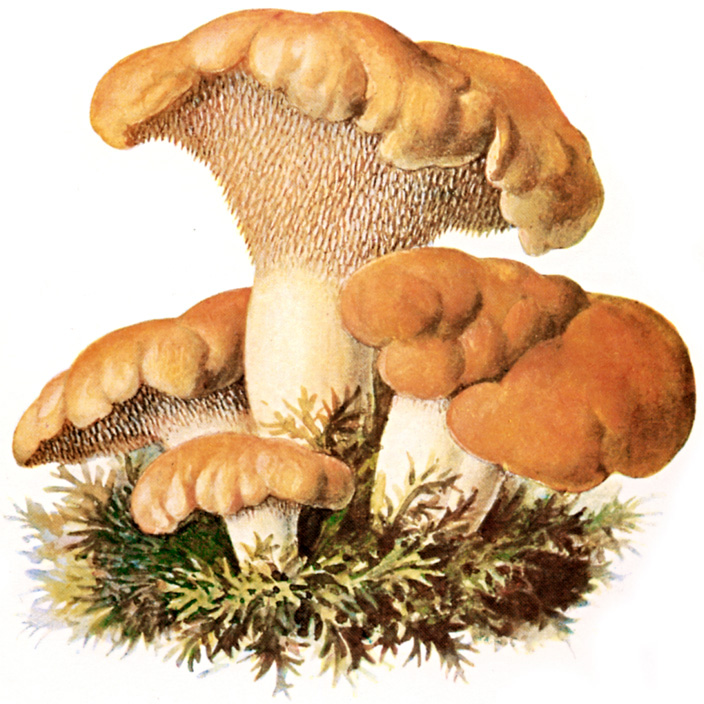
Stachelpilze: Semmelstoppelpilz
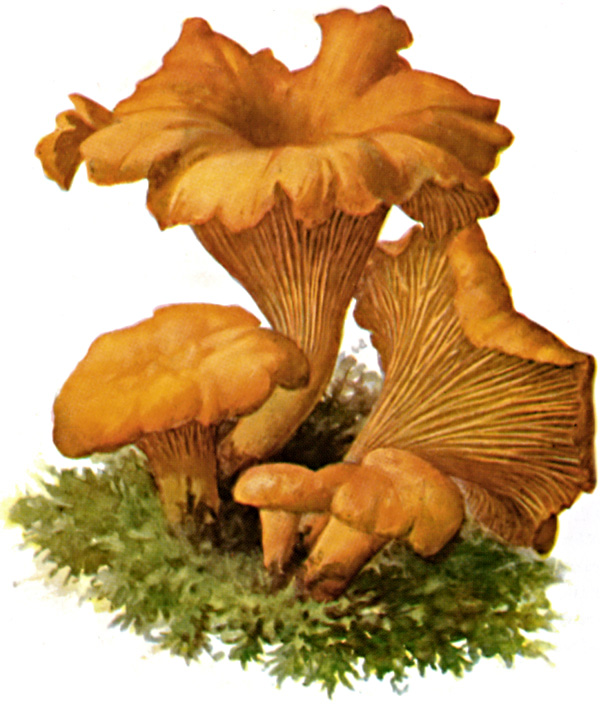
Nichtblätterpilze: Pfifferling
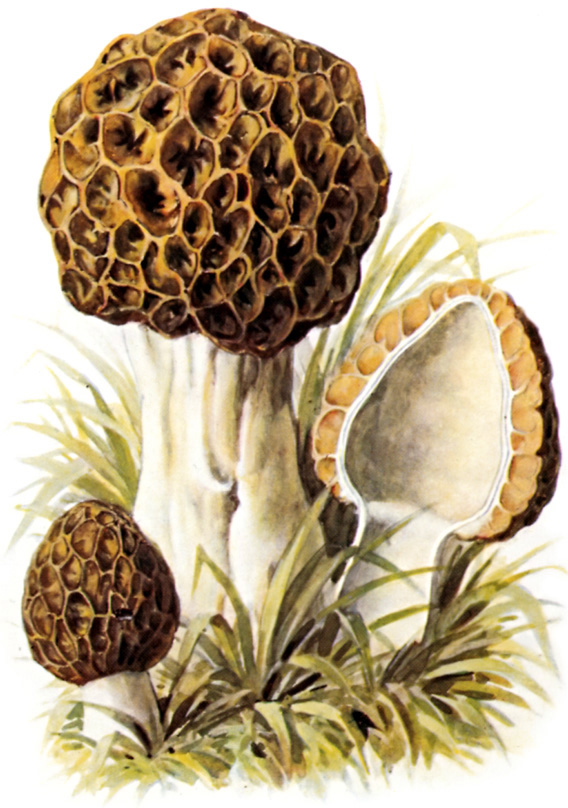
Nichtblätterpilze: Speisemorchel
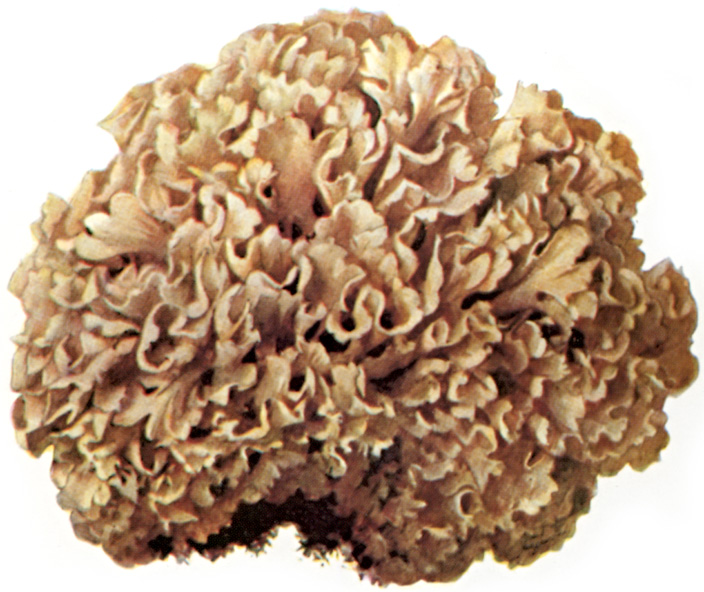
Nichtblätterpilze: Krause Glucke
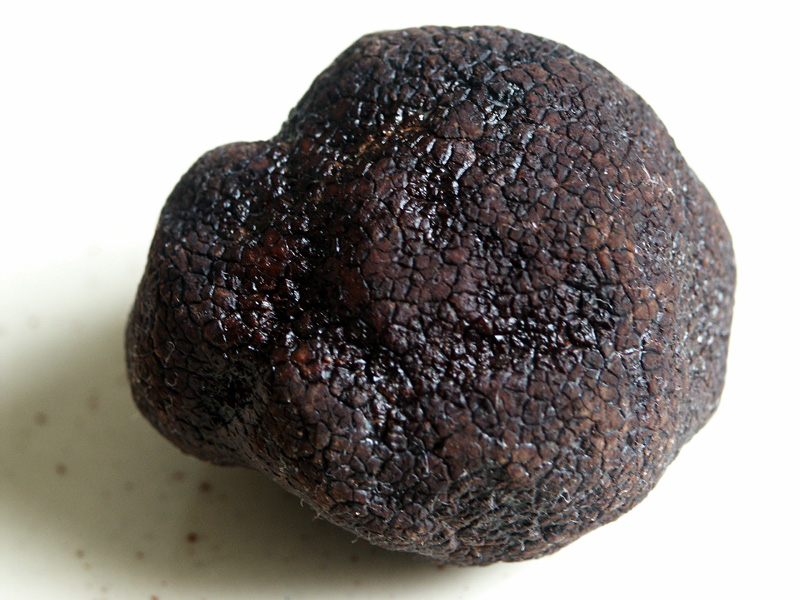
Trüffel: Perigord-Trüffel

## Speisepilze im Handel
Viele Pilzarten leben in Symbiose mit bestimmten Pflanzen (Mykorrhiza) und können bisher nicht gezüchtet werden. Erfolgreich züchten lassen sich nur einige Saprophyten, die dann in der Lebensmittelwirtschaft eine Rolle spielen. Dazu gehören Zuchtchampignon, Austern-Seitling, Kräuterseitling, Shiitake, Stockschwämmchen und Judasohr („Mu-Err“ bzw. „Chinamorchel“) und seit neuerem auch der rotbraune Riesen-Träuschling (Stropharia rugosoannulata), auch als „chinesischer Mandelpilz“ in den Supermarktregalen. Als Konserve findet man eine Zuchtform des Samtfußrüblings aus China, dort „Goldnadelpilz“ (Jīn Zhēn Gū) genannt und weltweit eine der am meisten angebauten Pilzarten.
Ein Zuchtpilz mit wirtschaftlicher Bedeutung in Südostasien ist der Reisstrohpilz (thailändisch: „Het Fang“, เห็ดฟาง), eine Zuchtform des auch in Europa vorkommenden Schwarzstreifigen Scheidlings (Volvariella volvacea). Er wird auf Reisstrohsubstrat gezüchtet, in dem man die Pilzkulturen mit schattenspendenden Palmwedeln abdeckt und so ein wachstumsförderndes Mikroklima erzeugt. Die Art wird mittlerweile auch in Mitteleuropa als Konserve im asiatisch geprägten Lebensmittelhandel angeboten. Dort werden auf den Märkten auch verbreitet „Zuchtpilze“ angeboten, die in der Natur gesammelt, dort aber von Termitenvölkern in einer Symbiose aktiv kultiviert werden, genannt „Termitenbau- oder Termitenpilze“ (Arten der Gattung Termitomyces, zum Beispiel Termitomyces albiceps, T. fuliginosus, T. striatus, thailändisch: „Het Kon“, เห็ดโคน bzw. „Hed Kha Kai“, เห็ดขาไก่).
Im Sommer und Herbst kommen meist in den Wäldern Ost- und Südosteuropas gesammelte Speisepilze in größeren Mengen auf den Markt, vor allem Pfifferlinge, Steinpilze und Maronenröhrlinge, gelegentlich Semmelstoppelpilze und Riesenboviste. Eine Sonderrolle spielen die sehr seltenen und äußerst begehrten Trüffeln aus Frankreich und Italien. All diese aus dem Ausland importierten Arten stehen in Deutschland unter Naturschutz. Sie sind nach der Bundesartenschutzverordnung in Anlage 1 als „besonders geschützt“ aufgeführt, mit der Ausnahmeregelung, dass sie in geringen Mengen zum Eigenbedarf gesammelt werden dürfen (nicht aber zu kommerziellen Zwecken).
Bis vor wenigen Jahren wurden auch Grünlinge verkauft, bis diese als ursächlich für einige Fälle von einer tödlich verlaufenden Rhabdomyolyse identifiziert wurden.

## Sammeln und Bestimmen

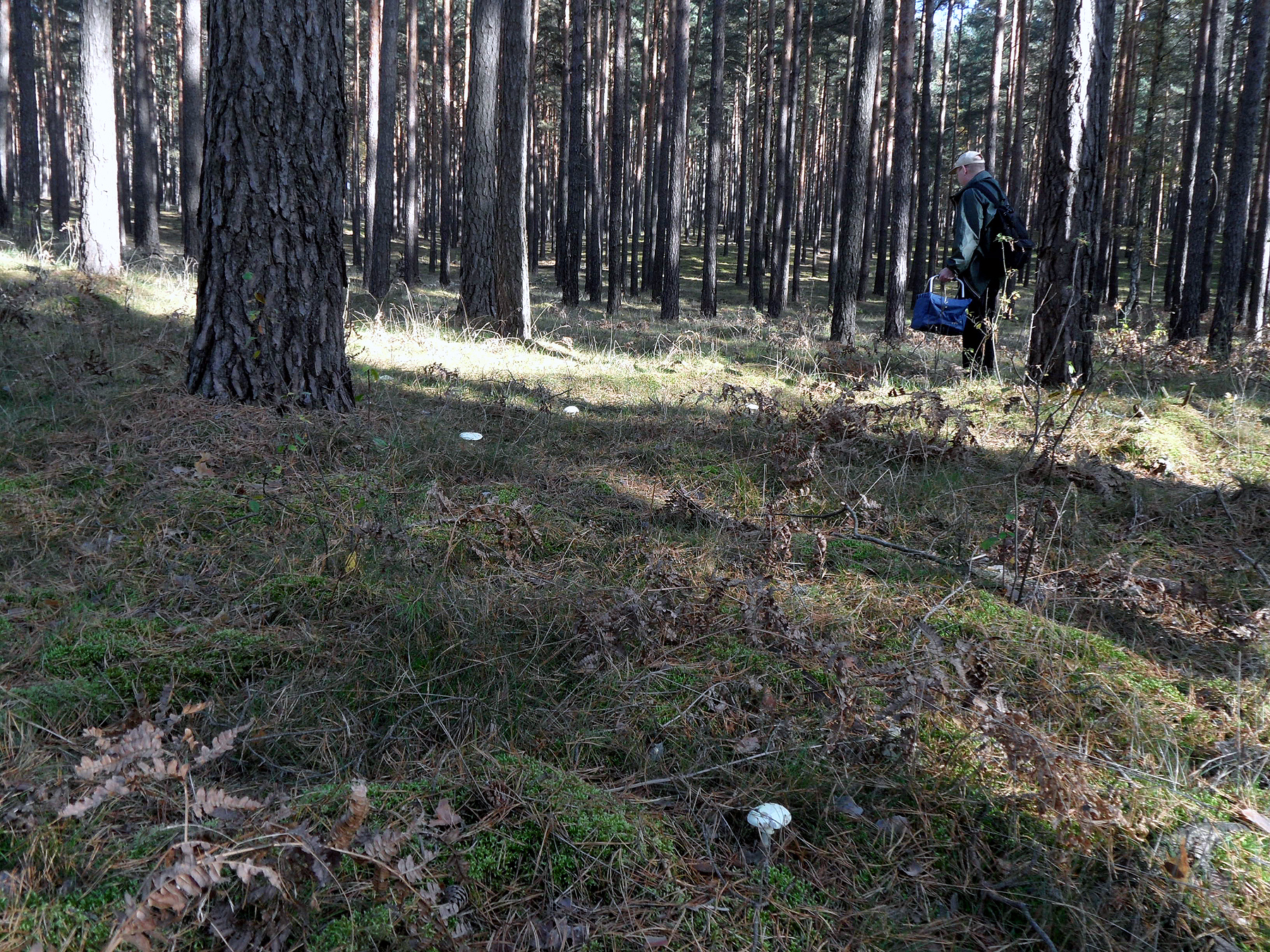
Pilzsammler in einem Wald (im Vordergrund: Grüne Knollenblätterpilze (Amanita phalloides)), südlich von Berlin in Brandenburg

Speisepilze können das ganze Jahr über gesammelt werden, die ergiebigste Jahreszeit ist allerdings die „Pilzsaison“ etwa von August bis Ende Oktober, in der die bekanntesten Arten ihre Fruchtkörper ausbilden. Günstig für deren Wachstum sind hinreichende Wärme und mäßige Feuchtigkeit. Bei anhaltender trockener Hitze oder auch kühler Nässe ist nur mit geringen Funden zu rechnen.
Es gibt kein allgemeines Kriterium zur Unterscheidung von Speisepilzen und Giftpilzen. Daher sind genaue Kenntnisse über das Aussehen ihrer Fruchtkörper unabdingbar. Unbekannte oder nicht sicher bestimmte Pilze sollte man nicht verzehren.
Hierbei ist auch zu berücksichtigen, dass einige Pilze (zum Beispiel Grünling, Nebelgrauer Trichterling und Kahler Krempling), die vor einigen Jahrzehnten noch als Speisepilze galten, sich inzwischen als giftig herausgestellt haben. Bei der Bestimmung sollte also auf aktuelle Kenntnisse und Bücher zurückgegriffen werden.

### Ausrüstung

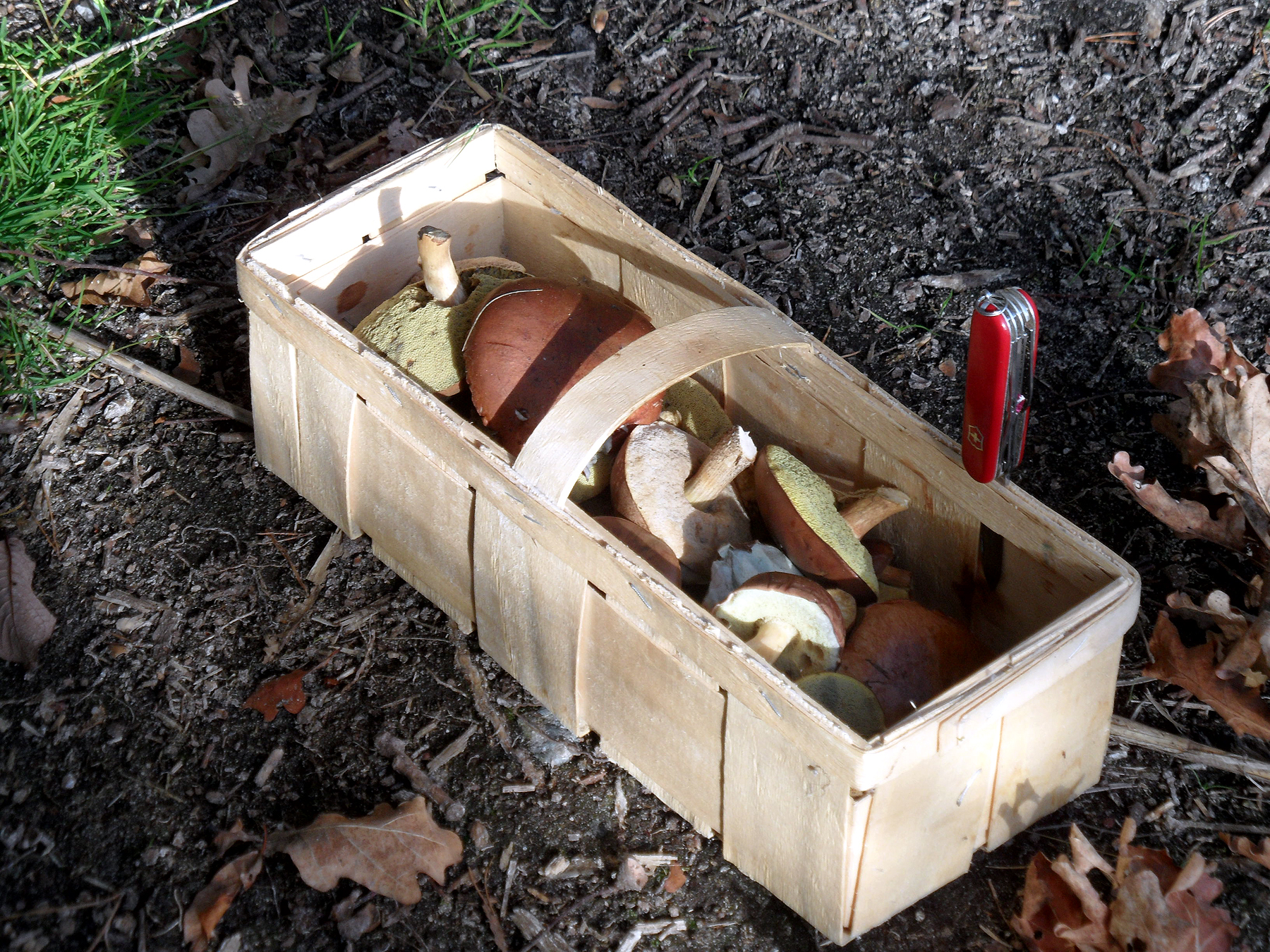
Korb und Schweizer Armeemesser eines Pilzsammlers

Pilze sollten immer in luftigen, geräumigen Behältern wie Körben gesammelt und aufbewahrt werden, da sie meist druckempfindlich sind und bei Feuchtigkeit vorschnell verderben. Zum Ernten und Putzen wird ein handliches, scharfes Messer benötigt, möglichst ein Klapp- oder Taschenmesser. Schließlich sollte ein handliches, praxisorientiertes Pilzbestimmungsbuch mitgeführt werden, das vor allem Speisepilze und die mit ihnen verwechselbaren ungenießbaren oder giftigen Arten darstellt. Um sich lohnende Standorte für das nächste Jahr notieren zu können, sind Papier und Kugelschreiber oder GPS-Standortbestimmung von Nutzen. Eine Pilzbürste oder ein Pinsel ermöglichen das Reinigen. Nach einer neueren Untersuchung darf man stattdessen Pilze entgegen verbreiteter Ansicht durchaus abspülen, ohne einen Aromaverlust befürchten zu müssen.

### Sammeln
Nur junge oder weitgehend unversehrte Pilze mittleren Alters lohnt es zu sammeln. Ältere Exemplare sind häufig von Maden befallen, von schlechterem Geschmack und zerfallen sehr schnell. Allzu junge Fruchtkörper sollten ebenfalls stehengelassen werden, weil sie ein hohes Verwechslungsrisiko bergen. Es ist zu empfehlen, die Pilze sofort zu reinigen, also Stielansatz, madige Stellen, Schnecken, Blätter, Erde und Nadeln und gegebenenfalls Huthaut und Lamellen beziehungsweise Röhren zu entfernen. Später ist die Reinigung wesentlich aufwendiger, da sich im Sammelkorb die Verunreinigungen verteilen.
Ist ein Pilz nicht gleich eindeutig zu bestimmen, sollte er herausgedreht werden, denn der Stielansatz kann wichtige Hinweise auf die Art geben. Genügt auch das nicht, sollte der Pilz weggeworfen oder gegebenenfalls ungeputzt in einem getrennten Behälter zur späteren Bestimmung mitgenommen werden.
Es wird immer wieder behauptet, man solle Pilze mit einem scharfen Messer abschneiden, da sonst die „Wurzeln“ – also das Myzel, der eigentliche Pilz – verletzt werden könnte. Dreht man den Pilz vorsichtig aus dem Boden, ist dies aber grundsätzlich nicht zu befürchten. Einige Pilzarten lassen sich überdies nur schwer ohne die Stielbasis bestimmen (zum Beispiel Knollenblätterpilze).
In einer mehr als dreißigjährigen Untersuchung auf verschiedenen Versuchsflächen kam die Schweizer Forschungsanstalt für Wald, Schnee und Landschaft (WSL) 2005 zu dem Ergebnis, dass sich weder Methode (Schneiden oder Ausdrehen) noch Ausmaß des Pilzsammelns auf die Zahl und Artenvielfalt der Pilze auswirken. Dagegen wurde festgestellt, dass sich Stickstoffeintrag, also Düngung, negativ auf das Pilzwachstum auswirkt (siehe auch Magerwiesen).
Anfänger sollten nach dem Sammeln einen örtlichen Pilzsachverständigen bitten, das Sammelgut zu beurteilen. Eine aktuelle Liste der zugelassenen Sachverständigen für Deutschland findet man auf der Homepage der Deutschen Gesellschaft für Mykologie.
- In den Niederlanden ist das Sammeln von Pilzen und Waldfrüchten strikt verboten. Es drohen hohe Bußgelder; Kontrollen sind häufig.[6]

- In Deutschland darf man in Naturschutzgebieten die Wege nicht verlassen (auch nicht zum Sammeln von Waldfrüchten). Siehe auch Landeswaldgesetze der Bundesländer.

### Bestimmung
Zur Bestimmung werden Pilze zumeist in drei Gruppen eingeteilt (die nicht mit der mykologischen Systematik übereinstimmen):
- die ehemals als Röhrlinge bezeichneten Dickröhrlingsverwandten und Stielporlingsartigen
- Blätter- oder Lamellenpilze
- Nichtblätterpilze (Gallert-, Bauch- und Schlauchpilze)

Dieser leicht erkennbaren Einteilung (oder einer ähnlichen, feiner abgestuften) folgen die meisten praxisorientierten Pilzbestimmungsbücher.
Zur ersten Gruppe gehört als bekanntester Vertreter der Steinpilz. Charakteristisch bei Dickröhrlingsverwandten ist das schwammige, meist leicht ablösbare Röhrengewebe auf der Hutunterseite, das die Sporen enthält. In dieser Gruppe kommen nur sehr wenige ungenießbare oder giftige, aber keine tödlich giftigen Arten vor; Anfänger sollten daher zunächst nur Röhrlinge sammeln.
In der zweiten Gruppe gibt es wesentlich mehr Arten, davon neben hervorragenden Speisepilzen viele ungenießbare und giftige. Bekannteste Vertreter sind die Champignons (diese sind allerdings schwierig untereinander unterscheidbar, einige Arten sind giftig), berüchtigt sind die tödlich giftigen Knollenblätterpilze.
Die dritte Gruppe lässt sich nicht exakt beschreiben, sie umfasst so verschiedene Arten wie Pfifferlinge, Stäublinge, Glucken, Morcheln und Trüffeln. Zu dieser Gruppe gehören relativ viele nur jung genießbare oder ganz ungenießbare Pilze und einige giftige, von denen aber nur die Frühjahrslorchel tödlich wirken kann.
Zur genaueren Bestimmung müssen Farbe, Form und Struktur des Huts, des Stiels und der Lamellen beziehungsweise der Röhren anhand eines aktuellen Handbuchs verglichen werden. Vorhandensein und Eigenschaften von Ring oder Scheide sind bei Blätterpilzen ebenfalls ein wichtiges Merkmal. Weitere Merkmale können der Geruch und/oder der Geschmack sein, wobei Geschmacksproben nur bei mit Sicherheit ungiftigen Pilzen erfolgen dürfen (Ausnahme: Täublinge und Milchlinge). Bei vielen Pilzarten verfärbt sich das Fleisch des Fruchtkörpers durch Verletzungen (Madenfraß, Druckstellen oder Zerschneiden) auf charakteristische Weise, was zur Unterscheidung sehr nützlich sein kann. Ebenso die Farbe der Flüssigkeit, die bei einigen Arten nach Verletzungen austritt.
Die Sporenfarbe – ein weiteres Unterscheidungsmerkmal – lässt sich bestimmen, indem man einen nicht zu ausgereiften Hut auf ein Blatt Papier legt, mit einem Glas oder ähnlichem abdeckt, und einige Stunden wartet. Anschließend sind Lamellenstruktur und Sporenfarbe auf dem Papier deutlich zu erkennen. Eine genaue Untersuchung der Sporen erfordert ein Mikroskop mit etwa 1000-facher Vergrößerung. Solche Sporenuntersuchungen sind jedoch für normale Pilzsammler meist nicht notwendig, sondern eher von pilzkundlichem Interesse.
Kenner vermögen essbare Täublinge und Milchlinge von giftigen oder ungenießbaren Arten ihrer Gattungen zu unterscheiden, indem sie die Täublingsregel sachgerecht anwenden.

## Umweltgifte in Pilzen
Im Freien gesammelte Pilze können mit Schadstoffen belastet sein. Besonders Pilze aus exponierten Lagen (Straßenränder und Grünflächen im Innenstadtbereich) sollte man nicht verzehren, der Schwermetallgehalt kann hier sehr hoch sein. Dagegen sind Zuchtpilze unproblematisch, weil sie unter möglichst sterilen, abgeschotteten Bedingungen ohne Einsatz von Agrargiften gezogen werden.

### Radioaktivität
Obwohl das Reaktorunglück von Tschernobyl sich schon 1986 ereignete, sind immer noch einige Pilze überdurchschnittlich hoch mit Caesium-137 radioaktiv belastet. Die gemessenen Werte sind zwar schon zurückgegangen, doch sie variieren regional sehr stark. Daher sollten Maronenröhrlinge, Frostschnecklinge, Reifpilze (auch als Zigeuner bekannt) und Trompetenpfifferlinge nicht in großen Mengen verzehrt werden, da vor allem diese Speisepilze Caesium in besonders hohem Maße anreichern können. Des Weiteren besteht eine erhöhte Grundbelastung durch die oberirdischen Atomtests der 50er- und 60er-Jahre. Jedoch lassen sich teils enorme Schwankungen der Belastung auch innerhalb einer Art damit nicht erklären. Weitere Faktoren für den Grad der Belastung sind Wald- und Bodenart, Bodenparameter wie pH-Wert und Feuchtigkeit sowie die herrschenden Wetterbedingungen. Bei Mykorrhizapilzen und Parasiten spielen auch die physiologischen Eigenschaften des Symbionten beziehungsweise der Wirtspflanze eine Rolle. Da die biologische Halbwertszeit von Caesium in Säugetieren gering ist, sollte gelegentlicher Verzehr auch verhältnismäßig stark belasteter Pilze im Vergleich zur natürlichen Strahlungsbelastung kaum ins Gewicht fallen. Tiere, die viele Pilze verzehren, wie zum Beispiel Wildschweine, können jedoch Strahlungswerte aufweisen, die den Verkauf in Deutschland rechtlich unmöglich machen. In einer Erhebung aus dem Jahr 2023 hat das Bundesamt für Strahlenschutz (BfS) für einige Wildpilzarten in Deutschland Werte von über einem Kilobecquerel pro Kilogramm (kBq/kg) ermittelt. Der gesetzlich vorgeschriebene Höchstwert für Lebensmittel, die in Deutschland für den Handel bestimmt sind, beträgt 0,6 kBq/kg. Laut BfS führt der Verzehr von 200 Gramm Pilzen mit 2 kBq/kg Caesium-137 zu einer Strahlendosis von etwa 0,005 Millisievert. Bei einem Flug von Frankfurt nach New York beträgt die effektive Dosis zum Vergleich 0,032 bis 0,075 Millisievert.

### Schwermetalle
Einige Arten von Pilzen, die entlang stark befahrener Straßen, im Abgasstrom von Kohlekraftwerken, oder auf mit Klärschlamm gedüngten Feldern wachsen, reichern sich besonders mit schädlichen Schwermetallen an. Insbesondere Blei und Cadmium tragen so bei Verzehr zu einer erhöhten Gesundheitsbelastung bei. Zu diesen Arten gehören bekannte Speisepilze wie der Weiße Anischampignon, der Parasol und der Fichtensteinpilz. Arten, die keine Schwermetalle anreichern, sind der Wiesenchampignon, Hexenröhrlinge, Morcheln und alle holzbewohnenden Pilze. Der Bleigehalt ist in saprophytisch lebenden Arten höher als in Mykorrhiza-Pilzen. Die Belastung mit Schwermetallen ist – insbesondere für Laien – schwieriger zu messen (ein Geigerzähler schlägt nur bei radioaktiven Schwermetallen wie Uran an) und gefährlicher als allfällige radioaktive Kontamination, wird jedoch im medialen Diskurs oftmals weit weniger thematisiert.

### Pflanzenschutzmittel
Innerhalb oder am Rande von intensiv bewirtschafteten Kulturen (z. B. Mais, Obst, Hopfen, Wein) besteht eine erhöhte Gefahr, dass Pestizide und Herbizide von Pilzen aufgenommen werden und somit in den menschlichen Körper gelangen können.

## Speisepilz des Jahres
Seit 2016 wird im Rahmen des Europäischen Pilztages der Speisepilz des Jahres proklamiert.